# Steve Kember
Stephen Dennis Kember (ur. 8 września 1948 w Croydon, Londyn, Anglia) – piłkarz występujący na pozycji pomocnika oraz trener.